# Tuzantla (Messico)
Tuzantla è una municipalità dello stato di Michoacán, nel Messico centrale, il cui capoluogo è la località omonima.
La municipalità conta 16.305 abitanti (2010) e ha un'estensione di 1.017,28 km².
Il nome della località significa  luogo dei cani della prateria.